# James Rhody
James Rhody (Paterson, 17 luglio 1896 – Kearny, 1944) è stato un calciatore statunitense, di ruolo attaccante.

## Carriera

### Club
Ha sempre giocato nel campionato statunitense.

### Nazionale
Ha partecipato alle Olimpiadi del 1924.